# Киселевка (Новосибирская область)
Киселевка — деревня в Болотнинском районе Новосибирской области России. Входит в состав Егоровского сельсовета.

## География
Площадь деревни — 62 гектара

## История
Основана в 1907 г. В 1926 году посёлок Киселевский состоял из 174 хозяйств, основное население — русские. В административном отношении являлся центром Киселевского сельсовета Болотнинского района Томского округа Сибирского края.

## Население
| 2002 | 2007 | 2010 |
| ---- | ---- | ---- |
| 31   | ↘20  | ↘15  |

## Инфраструктура
В деревне по данным на 2007 год отсутствует социальная инфраструктура.